# Bisiert´
Bisiert´ – osiedle typu miejskiego w Rosji, w obwodzie swierdłowskim. W 2010 roku liczyło 10 233 mieszkańców.